# TIM Brasil
TIM S.A. ist das drittgrößte Telekommunikationsunternehmen in Brasilien. Das 1998 gegründet Unternehmen vertreibt Mobilfunk-, Festnetz- und Breitbanddienste und ist eine Tochtergesellschaft der Telecom Italia.

## Organisation
Die TIM Brasil SA verwaltet die TIM Participações in Rio de Janeiro, zu der zwei Gesellschaften gehören:
- TIM Cellular SA (TCSL3; aus der Fusion von TIM Sul SA und TIM Cellular SA) und
- TIM Nordeste SA (TCSL4; aus der Fusion von TIM Nordeste Telecomunicações SA und SA Maxitel)

Beide Gesellschaften werden an der Bovespa gehandelt (TELE CL SUL ON (TCSL3) und TELE CL SUL PN (TCSL4)).

## Geschichte
Die brasilianische Regierung organisierte am 22. Mai 1998 einige regionale Mobilfunkgesellschaften in den beiden Gesellschaften Tele Mobil Sul Participações SA und Tele Mobil Participações Nordeste SA.
Am 29. Juli 1998 übernahm ein Konsortium der UGB Participações Ltda und Bitel Participações SA die Kontrolle über die Gesellschaften von der Regierung. Der Börsengang der Tele Mobil Sul erfolgte am 21. September 1998 an der Bovespa und am 16. November 1998 an der New York Stock Exchange.
Am 15. Dezember 1998 veräußerte UGB Participações ihre Beteiligung an die Bitel.
Telecom Italia übernahm am 26. März 1999, nach Genehmigung durch die Kartellbehörde (Cade), die Anteile der UGB.
Am 30. Januar 2001 erwarb die Telecom Italia Lizenzen für den Aufbau der GSM 900- und DCS 1800-Netze. In den Jahren 2001 bis Juni 2006 wurden immer wieder Teilgesellschaften miteinander verschmolzen und umorganisiert.

## Technik
Im Jahre 2002 wurde eine Netzabdeckung von knapp über 92 Prozent in über 2500 Städten Brasiliens erreicht. Das TIM-Netz bietet GSM, GPRS, EDGE, UMTS, HSDPA und LTE.
TIM war der erste Mobilfunkanbieter, der den UMTS-Modus im Prepaidbereich eingeführt hat. Für einen Tagespreis von zehn Reais können 250 MB Daten in 24 Stunden abgerufen werden.
Mit TIM LIVE bietet TIM einen auf VDSL2 basierenden Festnetzdienst in São Paulo und Rio de Janeiro an. Es gibt zwei Geschwindigkeiten: 35 und 50 Mbit/s Downstream sowie 20 Mbit/s Upstream.

## Kundendaten
TIM Brasil hatte Ende 2008 ca. 29,832 Millionen Prepaid und 6,571 Millionen Postpaid, insgesamt also 36,402 Millionen Mobilfunkkunden. Bei ca. 150,6 Millionen Mobilfunkkunden in Brasilien macht das einen Marktanteil von 24,16 Prozent aus.